# Donald Young
Donald Oliver Young Jr. (Chicago, 23 luglio 1989) è un ex tennista e giocatore di pickleball statunitense che ha raggiunto la top-50 mondiale sia in singolare che in doppio. Ha disputato la finale in doppio al Roland Garros 2017 con Santiago González e in doppio misto agli US Open 2024, suo ultimo torneo in carriera, con Taylor Townsend.

## Carriera

### 2004-2005: carriera juniores
Nel circuito juniores Young ha prima vinto il campionato mondiale del Les Petits As, ed è stato n°1 del mondo all'età di 16 anni e 5 mesi, il tennista più giovane di sempre a raggiungere la vetta. Nel 2005 ha vinto l'Australian Open juniores e nello stesso anno gli US Open juniores di doppio, in coppia con Alex Clayton. Due anni dopo ha vinto anche il titolo a Wimbledon juniores, vincendo in finale contro Uladzimir Ihnacik.

### 2004-2011: inizi, quarto turno US Open, prima finale ATP e top 40
Gioca il primo torneo professionistico nel 2004, all'età di 15 anni, ed il secondo è già un torneo dell'ATP Tour, alla quale partecipa grazie ad una wild card e raggiunge subito i quarti di finale. Nel 2005 debutta in un torneo dello Slam, agli US Open, perdendo al primo turno contro Giorgio Galimberti. Nel 2007 si aggiudica il primo torneo ITF e dopo un altro titolo, ben quattro finali Challenger perse e il terzo turno raggiunto agli US Open, entra nella top 100 a fine anno. Nel 2008 si aggiudica il primo titolo Challenger su tre finali disputate, mentre nel circuito maggiore raggiunge un terzo turno a Indian Wells (perso contro Nadal), unico risultato rilevante a livello ATP, oltre ad un quarto di finale a Memphis.
Nel 2011 supera nuovamente il secondo turno a Indian Wells, battendo il n°4 del mondo Andy Murray in due set, per poi fermarsi nuovamente al turno successivo. Dopo un titolo Challenger, arriva ad agosto la prima semifinale, all'ATP 500 di Washington; agli US Open archivia il miglior risultato in carriera in un torneo dello Slam: raggiunge il quarto turno avendo la meglio su Lukáš Lacko, il n°14 Stan Wawrinka e Juan Ignacio Chela prima di perdere nettamente contro Murray. Ad ottobre raggiunge la prima finale in carriera, all'ATP 250 di Bangkok persa nuovamente contro Murray. A fine anno entra nella top 40 del ranking.

### 2012-2013: striscia negativa di sconfitte, uscita dalla top 150, ritorno ai Challenger
Nel 2012 Young perde ben 26 match nel circuito maggiore, di cui 17 consecutivi tra marzo e agosto, mentre ne vince solo sei, di cui uno all'Australian Open, dove si ferma al secondo turno. Partecipa anche per la prima volta alle Olimpiadi estive, uscendo al primo turno. Ad agosto esce dalla top 100 e conclude l'anno al n°190. Nel 2013 torna a giocare principalmente nel circuito Challenger.

### 2014-2017: rientro in top 100, finale a Delray Beach e finale Slam in doppio
Nel 2014 raggiunge per la prima volta il terzo turno sia agli Australian Open che al Roland Garros e torna nella top 100; raggiunge nuovamente la semifinale a Washington e conclude l'anno alla posizione n°57. Il 2015 comincia bene per Young con un quarto di finale ad Auckland, una semifinale a Memphis e la seconda finale in carriera, dal 2011, a Delray Beach dove perde in due set da Ivo Karlović. Il resto della stagione prosegue con sconfitte precoci nella maggior parte dei tornei, escludendo i quarti di finale a Basilea e il quarto turno raggiunto nuovamente agli US Open, dove ha battuto anche il top 30 Viktor Troicki al terzo turno, prima di arrendersi a Wawrinka. Dopo aver chiuso il 2016 da 88°, ad inizio 2017 raggiunge due semifinali consecutive, a Memphis e Delray Beach, e raccoglie due quarti turni ai Masters di Indian Wells e Miami, prima di perdere 5 match su 5 sulla terra rossa. Nel doppio invece ottiene un ottimo risultato su questa superficie, poiché in coppia con Santiago González raggiunge la finale all'Open di Francia, battendo anche i top 10 Jamie Murray/Bruno Soares nei quarti di finale. Young conclude l'anno 61º nel ranking in singolare e 49° nel doppio.

### 2018-2024: declino e ritiro
Nel 2018 vince solamente 3 match ATP su 15 disputati e la posizione nel ranking precipita, scendendo alla n°248 a fine anno. L'anno seguente gioca principalmente nel Challenger Tour e non vince alcun incontro nel circuito ATP. Negli anni successivi prende parte a tornei del circuito maggiore solamente grazie alle wildcard assegnategli per le qualificazioni o per entrare nel tabellone principale di tornei statunitensi. Si ritira dopo essere arrivato alla finale del doppio misto nell'US Open, in coppia con Taylor Townsend, passando dalla carriera di tennista a quella di giocatore di pickleball.

## Statistiche

### Singolare

#### Finali perse (2)
| Legenda singolare         |
| Grande Slam (0)           |
| ATP World Tour Finals (0) |
| ATP Masters 1000 (0)      |
| ATP World Tour 500 (0)    |
| ATP World Tour 250 (2)    |

| Numero | Data             | Torneo                                                        | Superficie | Avversario in finale | Punteggio |
| 1.     | 2 ottobre 2011   | Thailand Open, Bangkok                                        | Cemento    | Andy Murray          | 6-2, 6-0  |
| 2.     | 22 febbraio 2015 | Delray Beach International Tennis Championships, Delray Beach | Cemento    | Ivo Karlović         | 6-3, 6-3  |

### Doppio

#### Finali perse (2)
| Legenda doppio            |
| Grande Slam (1)           |
| ATP World Tour Finals (0) |
| ATP Masters 1000 (0)      |
| ATP World Tour 500 (0)    |
| ATP World Tour 250 (1)    |

| Numero | Data             | Torneo                  | Superficie  | Compagno          | Avversari in finale                   | Punteggio           |
| 1.     | 15 febbraio 2015 | Memphis Open, Memphis   | Cemento (i) | Artem Sitak       | Mariusz Fyrstenberg Santiago González | 7–5, 6(1)–7, [8–10] |
| 2.     | 11 giugno 2017   | Open di Francia, Parigi | Terra rossa | Santiago González | Ryan Harrison Michael Venus           | 6(5)-7, 7-6(4), 3-6 |

### Tornei minori

#### Singolare

##### Vittorie (9)
| Legenda tornei minori |
| Challengers (8)       |
| Futures (1)           |

| Numero | Data              | Torneo                                              | Superficie | Avversario in finale | Punteggio     |
| 1.     | 22 aprile 2007    | USA F8, Little Rock                                 | Cemento    | Kei Nishikori        | 6–2, 6–2      |
| 2.     | 16 luglio 2007    | Comerica Bank Challenger, Aptos                     | Cemento    | Bobby Reynolds       | 7–5, 6–3      |
| 3.     | 6 ottobre 2008    | Swanston Challenger, Sacramento                     | Cemento    | Robert Kendrick      | 6–4, 6–1      |
| 4.     | 25 ottobre 2009   | Mercedes Benz of Calabasas, Calabasas               | Cemento    | Michael Russell      | 7–6(4), 6–1   |
| 5.     | 30 maggio 2010    | USTA LA Tennis Open, Carson                         | Cemento    | Robert Kendrick      | 6–4, 6–4      |
| 6.     | 16 aprile 2011    | Tallahassee Tennis Challenger, Tallahassee          | Cemento    | Wayne Odesnik        | 6–4, 3–6, 6–3 |
| 7.     | 7 aprile 2013     | Abierto Internacional Varonil Club Casablanca, León | Cemento    | Wang Yeu-tzuoo       | 6–2, 6–2      |
| 8.     | 29 settembre 2013 | Napa Valley Challenger, Napa                        | Cemento    | Matthew Ebden        | 4–6, 6–4, 6–2 |
| 9.     | 6 ottobre 2013    | Sacramento Challenger, Sacramento                   | Cemento    | Tim Smyczek          | 7–5, 6–3      |